# 舊茹基夫
50°41′20″N 25°57′28″E / 50.68889°N 25.95778°E

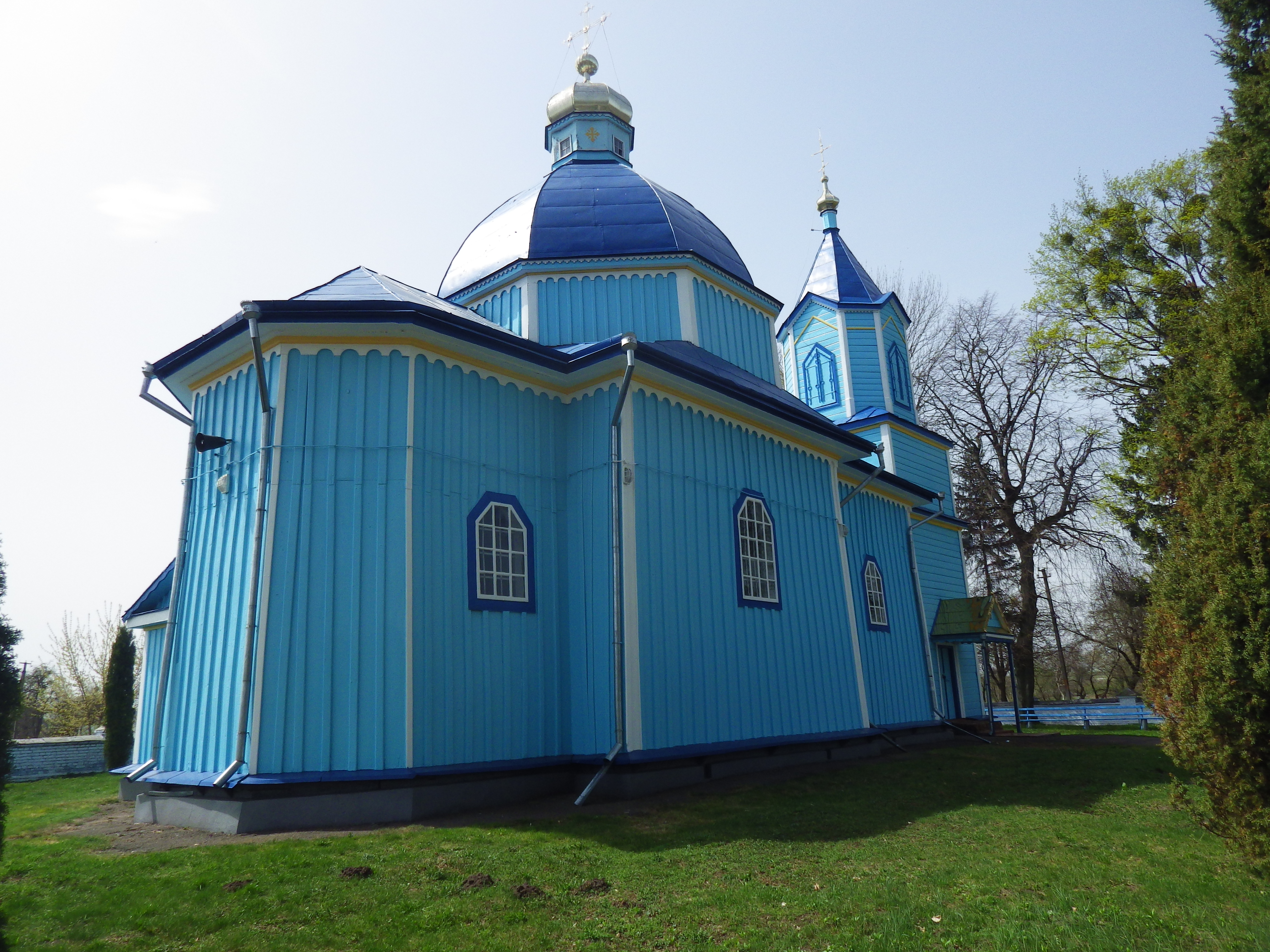
教堂

舊茹基夫（烏克蘭語：Старожуків），是烏克蘭西北部里夫内州里夫内区佐里亞市鎮的村落。始建於1947年，面積0.85平方公里，海拔高度181米，2001年人口391，人口密度每平方公里460人。